# Tahoua (département)
Tahoua est un département du Niger situé au centre de la région de Tahoua.

## Géographie

### Situation
Le département de Tahoua est entouré par :
- au nord : le département de Tchintabaraden,
- à l'est : les départements de Abalak et Kéita,
- au sud : le département de Illéla,
- à l'ouest : la région de Tillabéri (département de Filingué).

## Administration
Tahoua est un département de 9 743 km² de la région de Tahoua.

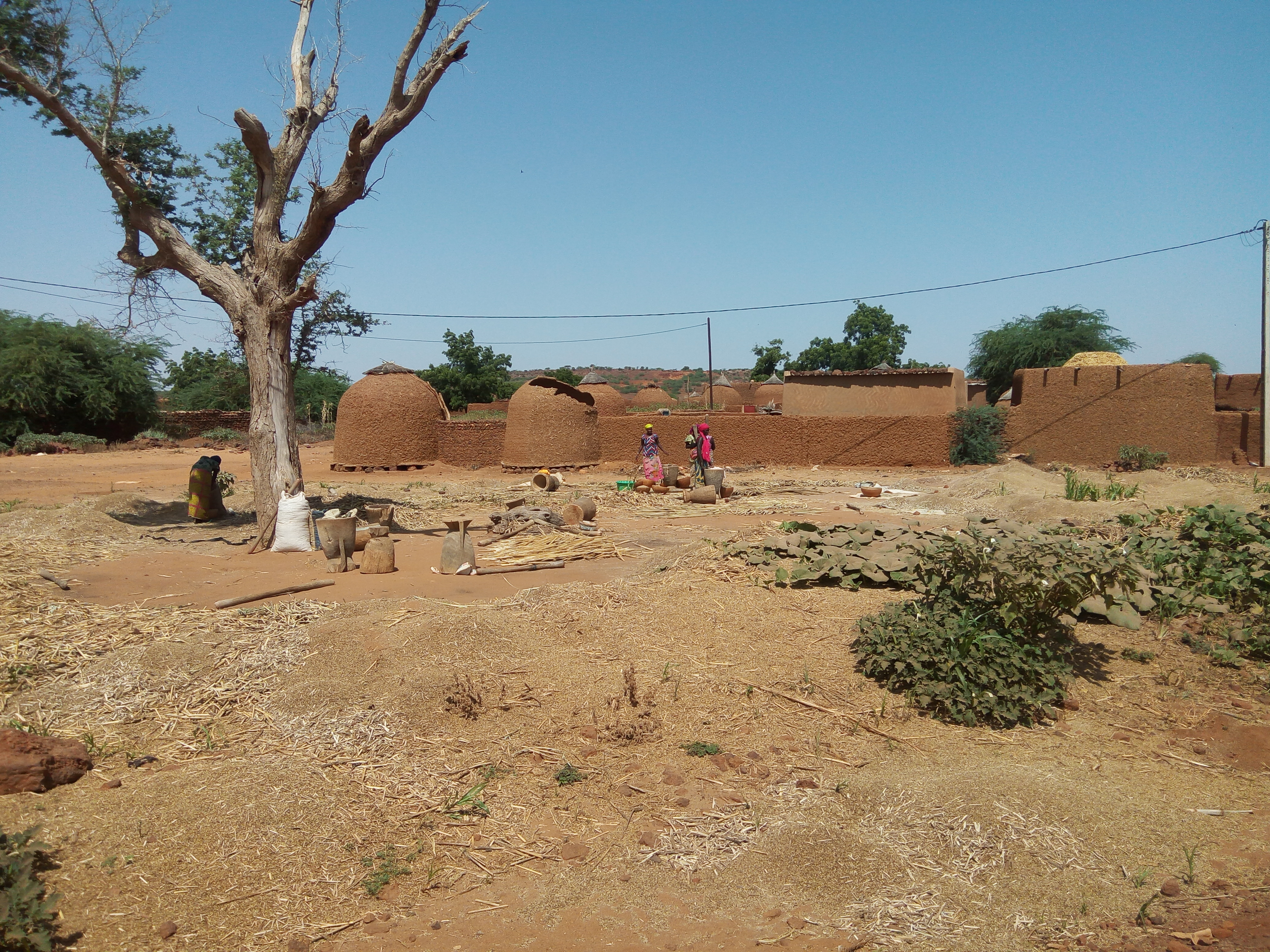

Son chef-lieu est Tahoua.

### Communes rurales
Son territoire se décompose en:
- 6 Communes rurales : Affala, Bambeye, Barmou, Kalfou, Takanamat, Tébaram.

Tahoua a le statut de Ville ne fait plus partie du périmètre départemental
Les villages, hameaux et camps sont recensés par le répertoire national des localités du Niger.
V : villages, H : Hameaux, C : Camps
| Code INS | Commune     | Superficie (km²) | Population (2012) | V   | H   | C  |
| -------- | ----------- | ---------------- | ----------------- | --- | --- | -- |
| 50901    | Affala      | 1 991            | 68 225            | 37  | 87  | 0  |
| 50902    | Bambèye     | 2 660            | 112 962           | 54  | 80  | 0  |
| 50903    | Barmou      | 798,4            | 43 856            | 28  | 23  | 3  |
| 50904    | Kalfou      | 1 090            | 111 274           | 59  | 54  | 0  |
| 50905    | Takanamat   | 1 761            | 44 049            | 23  | 108 | 7  |
| 50906    | Tébaram     | 3 297            | 52 293            | 31  | 55  | 4  |
| 509      | Département | 11 597,4         | 432 659           | 232 | 407 | 14 |

### Chefferies traditionnelles
Le département de Tahoua dans son périmètre d'avant 2011, compte 4 chefferies traditionnelles, intégrées dans l'organisation administrative de la République du Niger et classées en catégories affectées d’une grille d’allocation en fonction notamment de l’ancienneté et de l’importance démographique et historique. Le chef traditionnel est une personne élue ou désignée pour diriger une communauté coutumière et traditionnelle.
| Chefferie traditionnelle   | Fondée en | Catégorie |
| -------------------------- | --------- | --------- |
| Groupement Peulh de Tahoua | 1922      | 5e        |
| Canton de Tahoua           | 1945      | 6e        |
| Canton de Bambèye          | 1945      | 6e        |
| Canton de Kalfou           | 1945      | 6e        |

## Population
La population est estimée à 500 361 habitants en 2011.

## Personnalités liées à la commune
- Mahamadou Issoufou (1952-), homme politique de la république et Président de la république du Niger de 2011 à 2021.